# الوسام المحمدي
الوسام المحمدي هو وسامٌ مغربي أسسه الملك محمد الخامس في 16 نوفمبر 1955 كأعلى وسام وطني للشرف يُمنح للملوك ورؤساء الدول الأجنبية والعائلة الملكية والأمراء الأجانب.

## الدرجات
تم تعديله من قبل الملك الحسن الثاني في 16 مايو 1963 و14 ديسمبر 1966 بحيث يمنح في فئة استثنائية (قلادة كبيرة مرصعة بأحجار كريمة مخصصة للملوك ورؤساء الدول) وفئتين عاديتين (الدرجة الأولى: قائد كبير بأحجار كريمة والدرجة الثانية: ضابط كبير).
يشتمل الوسام المحمدي على درجة ممتازة، ودرجتين أولى وثانية.

### الدرجة الممتازة
يتألف وسام هذه الدرجة من قلادة ذهبية مرصعة بأحجار كريمة يتوسطها شعار المملكة، ورصيعة ذهبية تتدلى من القلادة، قطر دائرتها 67 ميليمترا، في وسطها المموه خضريا، شعار المملكة، محاطا بأحجار كريمة ومكتوبة تحته كلمة "المحمدي".

### الدرجة الأولى
يتألف وسام هذه الدرجة من رصعية ذهبية مماثلة لرصيعة الدرجة الممتازة. توضع الرصيعة في الجانب الأيسر من الصدر.

### الدرجة الثانية
يتألف وسام هذه الدرجة من رصعية ذهبية مماثلة لرصيعة الدرجة الممتازة باستثناء دائرة الأحجار الكريمة. توضع الرصيعة في الجانب الأيسر من الصدر.

## الموشح(ة)
1970
الدرجة الأولى
- حمد بن عيسى بن سلمان آل خليفة: ولي عهد البحرين.[2]

1979
الدرجة الثانية
- سلطان بن عبد العزيز آل سعود: وزير الدفاع والطيران السععودي.

1987
الدرجة الممتازة
- بول بيا: رئيس الكاميون.[3]

1994
- قابوس بن سعيد: سلطان عمان.[4]

2001
الدرجة الممتازة
- إميل لحود: رئيس الجمهورية اللبنانية.[5]

2002
- جابر الأحمد الصباح: أمير دولة الكويت.[6]
- حمد بن خليفة آل ثاني: أمير دولة قطر.[7]

2007
- الشيخة فاطمة بنت مبارك: زوجة الشيخ زايد بن سلطان آل نهيان[8]

2013
الدرجة الممتازة
- فرانسوا أولاند: رئيس فرنسا.[9][10]
- تميم بن حمد آل ثاني: أمير دولة قطر.[11]

2014
الدرجة الممتازة
- فيليبي السادس وليتيثيا: عاهلي إسبانيا.[12][13]

2015
- جوزي ماريو فاز: رئيس غينيا بيساو.[14]
- محمد بن زايد آل نهيان: ولي عهد أبوظبي نائب القائد الأعلى للقوات المسلحة.[15][16]

2016
الدرجة الممتازة
- بول كاغامي: رئيس رواندا.[17][18][19]
- هيري راجاوناريمامبيانينا: رئيس مدغشقر.[20]
- جون بومبي ماغوفولي: رئيس تنزانيا.[21]
- مارسيلو نونو دوارتي ريبيلو دي سوزا: رئيس البرتغال.[22]

2021
الدرجة الممتازة
- دونالد ترامب: رئيس الولايات المتحدة الخامس والأربعون.[23][24][25]